# Yasmin Lee
Yasmin Lee (Bangkok, 1983. június 3. –) transznemű pornószínésznő, modell. Kimmyként szerepelt a Másnaposok 2. című filmben.

## Élete
Lee ereiben thaiföldi, kambodzsai és kínai vér folyik. Kambodzsai menekültek családjába született. Szülei Thaiföldről költöztek a Fülöp-szigetekre, mielőtt végül a kaliforniai Orange megyében telepedtek le. Yasmin csatlakozott az amerikai haditengerészethez 18 éves korában, de rövidesen leszerelt. Drag előadóművészként és sminkesként kezdett dolgozni. Az átmenet megkezdése után, a transzfób megkülönböztetéstől való félelme miatt elhagyta sminkes munkáját, és a pornós szakmában helyezkedett el asszisztensként. Hamarosan már filmekben is játszott. Transzszexuális pornószínésznőként végzett munkájáért kétszer is AVN-díjra jelölték.
2010 januárjában Lee bejelentette, hogy 2010-ben két műtétnek veti alá magát – az egyik egy mellnagyobbítás, a másik pedig körülmetélés.
A Kink.com rendszeres előadójaként 2011-ben elnyerte a "Kinkiest TGirl Domme" díjat.

### Mainstream fellépések
Különböző TV-műsorokban, köztük a Maury Povich Show-ban és a The Tyra Banks Show-ban lényegében főszereplőkké vált. Emellett néhány nem pornós filmben is fellépett, például a 2011-es horrorfilmben a Vörös jégben és a 2011. évi vígjátékban, The Hangover II-ben.
Lee emellett aktív tagja az Amerikai Állampolgári Jogi Szövetségnek, és részt vesz az LMBT-jogokkal kapcsolatos eseményeken.